# 吳珽
吳珽，福建将乐縣人，清朝政治人物、同進士出身。
雍正元年（1723年），登進士，擔任户部额外主事。雍正六年（1728年），出官湖北蒲圻縣知縣。